# Даден
Даден (њем. Daaden) општина је у њемачкој савезној држави Рајна-Палатинат. Једно је од 119 општинских средишта округа Алтенкирхен (Вестервалд). Према процјени из 2010. у општини је живјело 4.429 становника. Посједује регионалну шифру (AGS) 7132018.

## Географски и демографски подаци
Даден се налази у савезној држави Рајна-Палатинат у округу Алтенкирхен (Вестервалд). Општина се налази на надморској висини од 427 метара. Површина општине износи 19,6 km². У самом мјесту је, према процјени из 2010. године, живјело 4.429 становника. Просјечна густина становништва износи 226 становника/km².

## Међународна сарадња
| Мјесто | Држава    | Врста сарадње | Од    |
| ------ | --------- | ------------- | ----- |
|        | Француска | контакт       | 1985. |
| Извор  |           |               |       |